# ミズワニ
ミズワニ（水和邇、学名：Pseudocarcharias kamoharai）は、ネズミザメ目に分類されるサメの一種で、ミズワニ科（学名：Pseudocarchariidae）唯一の現存種。中深層の種であり、世界中の暖かい海の表層から水深590 mまで生息する。日周鉛直運動を行い、日中は水深200 m以上に留まり、夜間は表層で餌をとる。全長1.1 mと、ネズミザメ目では最小種である。細長い体と大きな目、小さな鰭が特徴。
活発に遊泳し、遠洋性の硬骨魚、イカ、エビなどを捕食し、油分を多く含んだかなり大きな肝臓を持ち、浮力を保っている。目の大きさと構造から、夜間や深海の狩りに適応しているとされる。無胎盤性の胎生で、雌は通常4尾の仔を産む。胎仔は母親の胎内で無精卵を食べて成長する。体が小さいため、人間に対する危険性は低く、商業的重要性もほとんど無い。1985年当時、深海光ファイバーケーブルを損傷する原因となった。

## 分類と名称
英名「Crocodile shark (ワニザメ)」は和名の「ミズワニ」に由来し、鋭い歯と、水から取り出されたときに激しく噛み付く習性を指す。また古代日本ではサメのことを和邇（わに）と呼んでおり、山陰地方では現在でもサメをワニと呼ぶことがある。Japanese vagged-tooth shark、Kamohara's sand-shark、water crocodile という別名もある。高知県の市場に水揚げされた体長73.5 cmの標本に基づいて、農林省水産講習所の魚類学者であった松原喜代松によって、1936年発行の『動物学雑誌』の中で初めて Carcharias kamoharai として記載された。種名の kamoharai は、当時、高知高等学校（現：高知大学）の教授で標本を市場で実際に入手した蒲原稔治の名に因んでいる。記載に用いられたタイプ標本である高知産標本はその後京都大学農学部蔵となっていたが、1998年までに紛失していることが判明した。それをうけてレオナルド・コンパーニョ (Leonard Compagno) は2002年の著書の中で、タイプ標本を台湾の蘇澳の魚市場で見つかった体長1 mの成体雄であるとした。この標本 (no. 2858) は元々、今日では本種の新参異名として扱われる Carcharias yangi Teng, 1959 の模式標本とされていたもので、台湾農業部水産試験所の所蔵である。
様々な著者によってオオワニザメ科のオオワニザメ属やシロワニ属(現在はシロワニ科)に分類されることもあったが、1973年にコンパーニョはJean Cadenatが1963年にこの種のシノニムとして分類した亜属 Pseudocarcharias を復活させ、独自の科に分類した。この分類の混乱から、ミズワニとシロワニ、オオワニザメが混同されることもある。形態的にメガマウスザメ、ウバザメ、オナガザメ科、ネズミザメ科と類似している。ミトコンドリアDNAに基づく最近の系統解析では、メガマウスザメまたはオオワニザメ科のいずれかと近縁であることが示唆されている。一方、歯列に基づく分析では、最も近い親戚はオナガザメ科であり、次にネズミザメ科が続くことが示唆されている。中新世のサーラバリアン（1360万～1160万年前）の歯の化石がイタリアで発見されており、現代種の歯と同一である。

## 分布と生息地
全世界の亜熱帯から熱帯海域にかけ分布する。大西洋ではブラジル、カーボベルデ、ギニアビサウ、ギニア、アンゴラ、南アフリカ、セントヘレナ島沖で見られるが、北西大西洋ではまだ報告されていない。インド洋ではモザンビーク海峡、おそらくアガラス海流の流れる場所とベンガル湾に生息する。太平洋では、北西部は日本、台湾、朝鮮半島まで、南はインドネシア、オーストラリア、ニュージーランドまで、東はバハカリフォルニア半島からチリまでのアメリカ大陸西岸に生息し、マーシャル諸島、フェニックス諸島、パルミラ環礁、ジョンストン環礁、マルケサス諸島、ライン諸島、ハワイ諸島からも知られる。ニュージーランドでは、スリーキングス海嶺、ノースランド地方沖、ケルマデック海嶺北部で記録されている。日本では土佐湾や琉球列島など、南日本の沖合から知られる。
分布記録から、ミズワニの分布域は平均海面水温が20°Cの、北緯37度から南緯44度の間とみられる。ただし均一に分布しているわけではなく、むしろ特定の地域で局所的に多く見られることから、活発な回遊性はないと考えられる。海面から深さ590 mまでの外洋域で見られる。沿岸の海底近くで時折遭遇するほか、南アフリカの海岸に打ち上げられることも知られており、冷水の湧昇で気絶した可能性がある。2017年3月、イギリスのデボン州で1個体が打ち上げられたが、これはイギリス沿岸で初めての記録であった。なぜ通常の分布域よりはるか北で発見されたのかは不明である。

## 形態

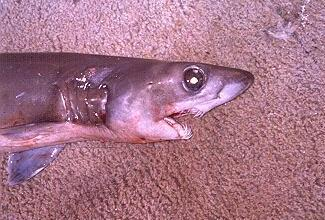
頭部

紡錘形の体と短い頭、球根状の尖った吻を持つ。目は非常に大きく、瞬膜をもたない。5対の鰓裂は長く、背部まで伸びる。顎はかなり大きく弓状で、吻の先端近くまで突き出ており、前方はスパイク状、側面はナイフ状の大きな歯がある。両顎の歯列は30列未満で、上顎では前方の大きな歯が小さな中間歯によって側歯と隔てられている。
胸鰭は幅広で小さく、丸みを帯びる。腹鰭は胸鰭とほぼ同じ大きさである。第1背鰭は低く小さく、角張る。第2背鰭は第1背鰭より小さいが、臀鰭より大きい。尾鰭は非対称で、上葉は中程度の長さである。尾柄は短く、側方に弱い隆起がある。皮歯は小さく、頂点は平らで、小さな隆起と後方を向いた尖頭がある。背面は暗褐色で腹面は淡く、体側面と腹部に数個の暗色の斑点や口角と第1鰓裂の間に白色の斑点が入る場合もある。鰭の縁は薄く、半透明から白色である。最大で全長1.1 mに成長する。ほとんどの個体は全長1 m、体重4 - 6 kgである。

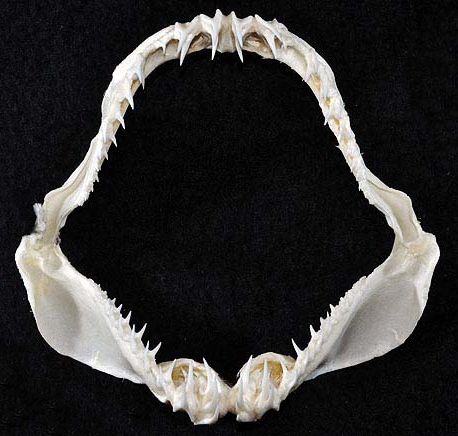
顎標本
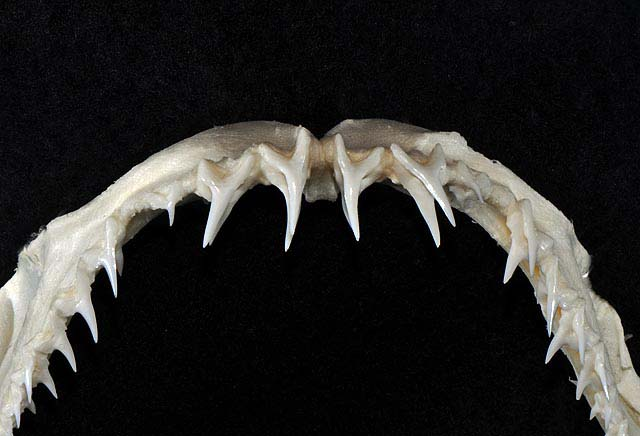
上顎歯
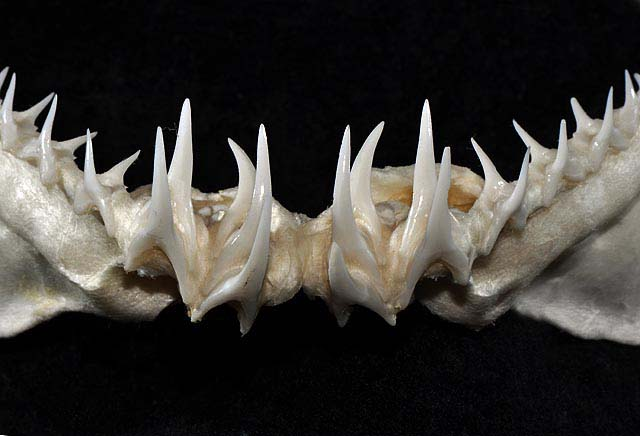
下顎歯

## 生態

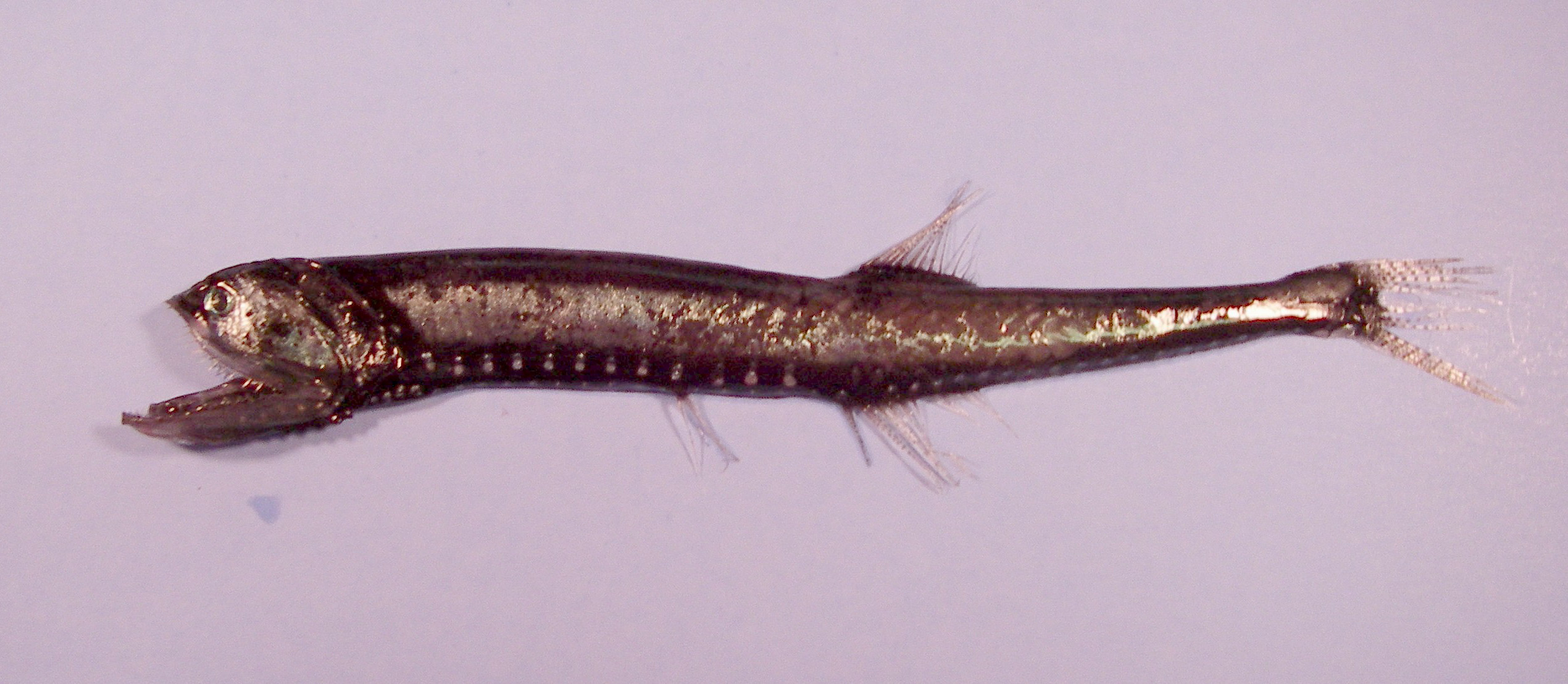
オオヨコエソなどの深海魚は、ミズワニの餌になる。

長い体、小さな鰭、スクアレンやその他の脂質を豊富に含む大きな肝臓といった特徴は、ダルマザメなどの深海性ツノザメ目魚類と類似しており、収斂進化とされる。肝臓は全体重の5分の1を占め、鰾のように機能し、水中で浮力を維持することができる。中深層域の他の多くの種と同様に、夜間に餌をとるために水面近くに移動し、日中はより深い水域に潜るため、日中に200 m以浅にいることは稀。
ミズワニの大きな目は、緑や黄色の網膜を備え、拡大した虹彩を欠いており、獲物の影や生物発光を見つけるために視覚に頼る夜行性の肉食魚であることを示唆している。摂食習慣についてはほとんど知られていないが、強靭な筋肉、大きな尾、捕獲されたときの行動に基づいて、活発で速く泳ぐ捕食者であると考えられている。南アフリカのケープ・ポイント沖で、餌を追いかけて水から飛び出したことが観察されている。ヨコエソ科やハダカイワシ科などの小型から中型の硬骨魚類、ツメイカ科、ムチイカ科、ヤワライカ科、サメハダホウズキイカ科などのイカ、エビを捕食する。ミズワニの天敵は知られていない。
無胎盤性の胎生で、子宮1つにつき2尾ずつ、計4尾の仔を産む。妊娠期間は不明だが、長いと考えられている。胎仔には3 - 4cmの卵黄嚢があり、卵黄嚢が完全に吸収されると卵食性になる。母親は2 - 9個の卵子を含む膜の薄い卵嚢を大量に産み、胎仔がそれを食べる。胎仔の腹部は摂取した卵黄で膨張し、卵黄の重量は胎仔の全重量の4分の1に達することもある。ミズワニの胎仔2尾がどのようにして1つの子宮を共有しているのかは不明だが、シロワニなどの他の卵食性をもつ種では、子宮1つにつき胎仔1尾しか生き残らない。仔ザメは全長約40 cmで生まれ、雄は74 - 110cm、雌は89 - 102 cmで成熟する。繁殖期は決まっていない。

## 人との関わり

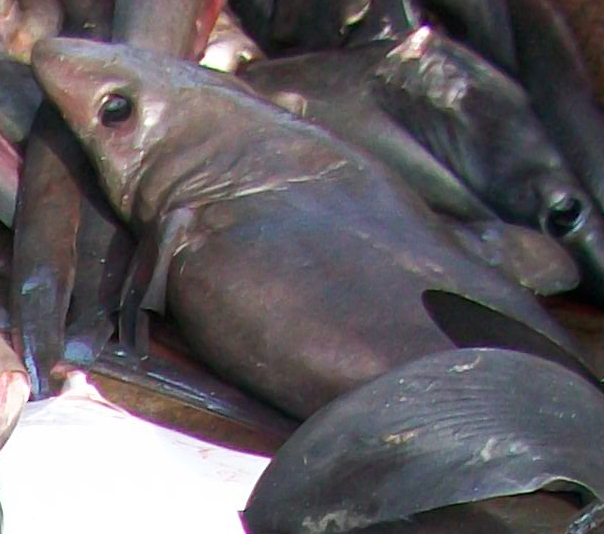
漁獲されたミズワニ

ミズワニは体が小さく、外洋に生息するため、人間にとって危険ではないと考えられている。しかし、噛む力が強いので注意が必要である。マグロやメカジキを目的とした遠洋延縄漁でよく混獲される。インド洋で操業している日本のキハダマグロ漁とオーストラリアのメカジキ漁で多く漁獲される。イカ釣りジグやマグロ刺し網で捕獲されることもある。体が小さく、肉の質が悪いため、通常は廃棄される。肝臓は価値がある可能性がある。ミズワニの個体数に関するデータは無いが、混獲による死亡により減少している可能性がある。繁殖率の低さと相まって、国際自然保護連合（IUCN）は近危急種と評価した。2018年6月、ニュージーランド自然保護局はニュージーランド絶滅危険分類システムに基づき、ミズワニを「データ不足」に分類し「海外では安全」とした。
1985年9月にAT&Tがカナリア諸島のグラン・カナリア島とテネリフェ島の間に初の海底光ファイバーケーブルを設置した後、システムは一連のショートに見舞われ、高額な修理が必要になった。ほとんどの障害は、ケーブル周囲の電界に引き寄せられたミズワニの攻撃によるものであることが判明した。ミズワニは底魚ではないため、敷設中のケーブルを噛んだと考えられる。高密度ポリエチレンコーティングの下に鋼テープを重ね、ケーブルを保護することで問題は解決した。